# Alte Kirche Stuttgart-Heumaden

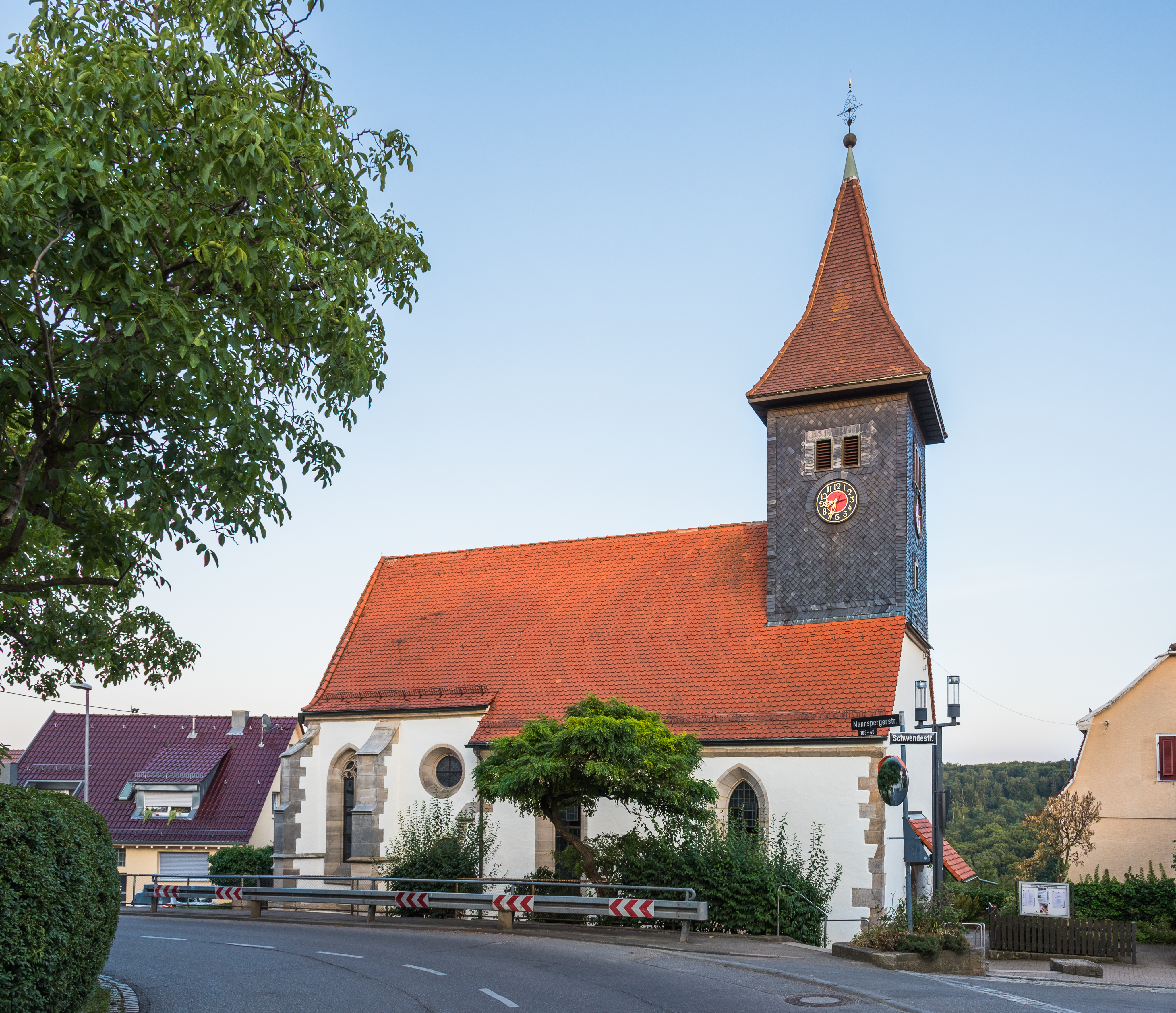
Alte Kirche Heumaden

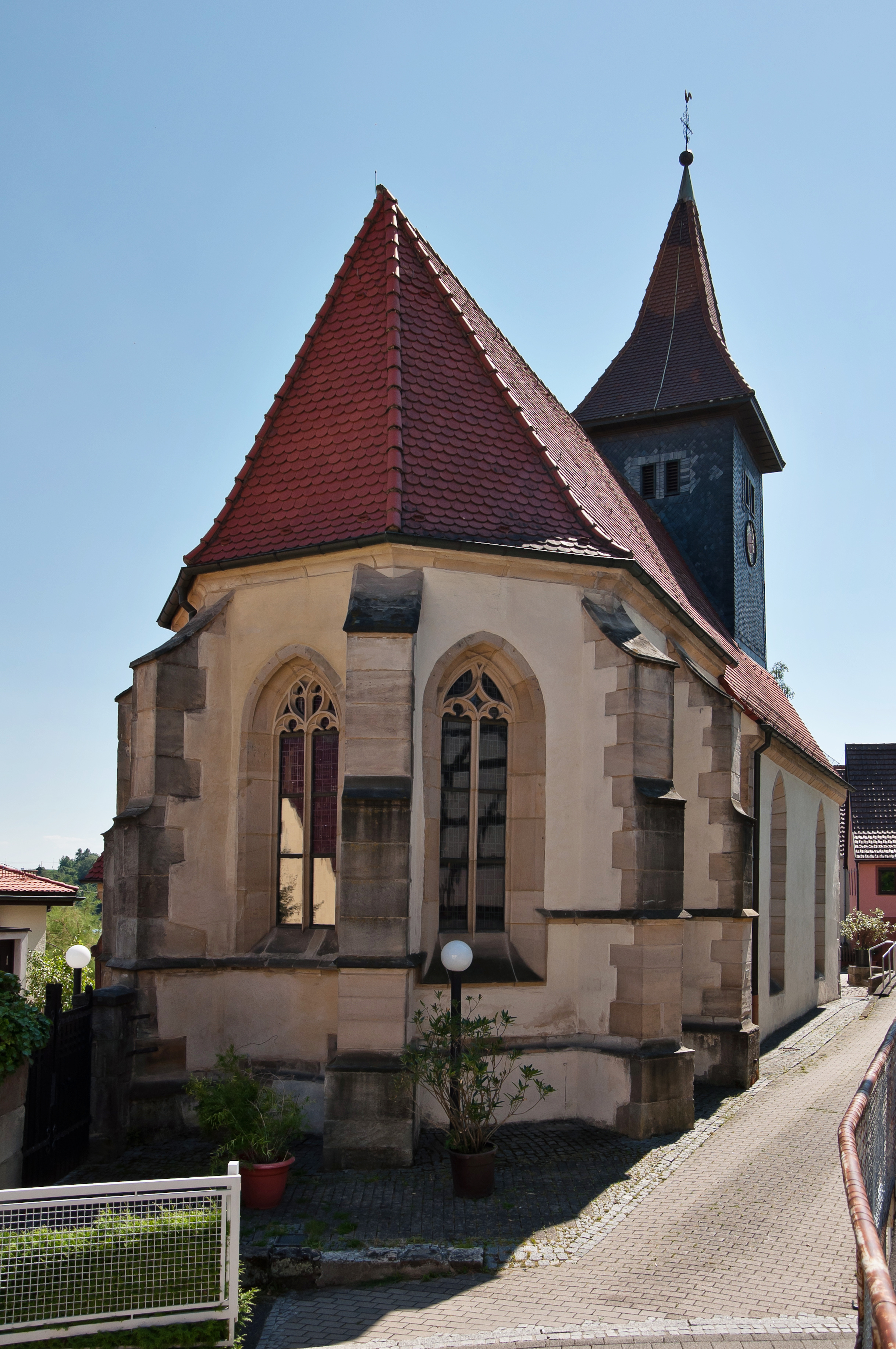
Apsis der Kirche

Die im Stuttgarter Stadtteil Heumaden (Stadtbezirk Sillenbuch) gelegene Alte Kirche wird von der Evangelischen Kirchengemeinde Alt-Heumaden genutzt.

## Neubau 1499
Im 15. Jahrhundert wurde Heumaden mehrfach von der Freien Reichsstadt Esslingen überfallen. Im Zuge des Neuaufbaus nach dem Überfall von 1499 erfolgte auch ein Kirchen-Neubau.
Aus dieser Zeit scheint der östliche Teil der Kirche zu stammen: Der Chor mit seinen spätgotischen Maßwerkfenstern und Strebepfeilern sowie ein Teil des Schiffes. Der damalige Grundriss dieses Gebäudeteils entspricht dem heutigen. Der westliche Teil des Schiffes war damals etwa zwei Meter niedriger als der Chor. Vermutlich an derselben Stelle wie heute thronte damals ein wesentlich kleinerer Turm auf dem Dach.
Als die Gemeinde sich vergrößerte, wurde die Kirche nach Westen hin verlängert. Das Datum dieser Baumaßnahme ist nicht bekannt, der neu hinzugekommene Gebäudeteil hatte jedoch vermutlich ein ziemlich ärmliches Aussehen, da viele bauliche Kompromisse eingegangen werden mussten. So waren beispielsweise zur Straßenseite hin nur verhältnismäßig kleine Fenster möglich, da dort die Wand zur Hälfte im Boden steckte.
Während der Reformationszeit Mitte des 16. Jahrhunderts wurden die Wandgemälde überstrichen. Auch die Altarbilder wurden beseitigt, nachdem man von ihnen das Gold abgekratzt hatte. Vermutlich zwischen Reformation und Dreißigjährigem Krieg wurde eine Vorkirche eingebaut. Nun hatten zwar nicht mehr alle Kirchgänger freien Blick zum Altar, doch lag beim evangelischen Gottesdienst der Schwerpunkt ja mehr auf dem Hören der Predigt.
Spekuliert wird über den Namen, unter dem die Kirche ursprünglich geweiht wurde.  Nach dem Buch über Heumaden, das der damalige Pfarrer Fritz im Jahr 1916 veröffentlichte, war es eine Marienkirche. Eine Glocke aus dem Jahr 1480, die bis 1899 im Kirchturm hing, hatte die Inschrift "Heilige Ottilie bitte für uns" und gab somit Anlass zu Vermutungen, dass es sich um eine Ottilienkirche handelte. Der Ort Heumaden gehörte auch lange Zeit zum Kloster St. Odile im Elsass. Denkbar wäre auch eine St. Blasius-Kirche, denn nach einem Rechtsstreit, den Johannes Reuchlin Ende des 15. oder Anfang des 16. Jahrhunderts schlichtete, kam Heumaden zum Benediktinerkloster St. Blasien im südlichen Schwarzwald. Wegen der unklaren Quellenlage ist der Kirchenbau heute schlicht als "Alte Kirche Heumaden" bekannt.
Am 17. Februar 1615 wurde auf dem die Kirche umgebenden Friedhof Heinrich Kepler (* 1573), der Bruder des Astronomen Johannes Kepler, begraben. Heinrich Keplers Schwester Margaretha (1584–ca. 1650) war die Ehefrau des damaligen Heumadener Pfarrers Georg Binder (1580–1634). Der Grabstein ist heute jedoch nicht mehr erhalten.

## Erster Umbau 1666
Im Dreißigjährigen Krieg wurde auch die Heumadener Kirche beschädigt. Zudem wurde der Kirchturm 1666 vom Blitz getroffen, so dass tiefgreifende Baumaßnahmen erforderlich wurden. Die schriftlich erhaltenen Diskussionen über die Finanzierung geben ein anschauliches Bild über die ärmlichen Verhältnisse der damaligen Landbevölkerung wieder.
Im Jahr 1667 wurden Gestühl und Getäfer ausgebessert und der Anstrich erneuert. Der 3 mal 3 Meter im Grundriss messende und stark 3 Meter hohe Turm wurde durch einen höheren und breiteren Aufbau mit den heutigen Ausmaßen ersetzt. Es wurde eine neue Glocke aus der Werkstatt von Hans Jakob Ernst in Esslingen angeschafft, die heute noch in der Kirche hängt. Sie ist die einzige Glocke, die die beiden Weltkriege überdauert hat.
Der aus Möhringen stammende Hans Bockel, Ende des 17. Jahrhunderts Bürgermeister in Heumaden (1676 bis 1691 oder 1711), stiftete das frühgotische Kruzifix im Chorraum. Es scheint noch deutlich älter zu sein, der Ursprung ist jedoch nicht bekannt.
Als 1758 eine Orgel gekauft wurde, musste dafür eine zweite Vorkirche eingebaut werden. Es ist nicht mehr bekannt, wo diese sich befand. Sie wurde 1786 abgebrochen und die Orgel in einer weiteren Vorkirche hinter dem Chor aufgestellt. In diesem Jahr wurden auch weitere Renovierungsarbeiten durchgeführt. Der Boden und zum Teil das Gestühl wurden erneuert, die Riegelwandungen und teilweise das Gebälk im Turm wurden ersetzt. 1793 wurde das Dach neu gedeckt.
Bis 1841 waren Kirche und Pfarrhof auf der Nordseite mit einer etwa 5 Meter hohen Mauer umgeben, die zum Pfarrhof und zum Friedhof hin einen Durchgang hatte. Um Platz für einen Wasserlauf von der Straße hinunter zum Brunnen zu schaffen, wurde diese Mauer eingerissen, wodurch Kirche und Pfarrhof sehr viel mehr Licht bekamen. Reste der Mauer sind heute noch entlang des Fußwegs an der Ostseite der Kirche zu sehen.
Bis 1875 waren die Außenwände des Kirchturms gegipst. Dann wurden sie auf den Rat eines Bausachverständigen hin mit Zinkblech beschlagen.
Vor dem großen Umbau von 1893 hatte die Kirche vier Fenster im Chor und eines im Schiff, außerdem noch kleine Öffnungen mit Fenstern, teils rund, teils länglich, teils quadratisch. Die Orgel stand auf der Empore im Chor und verdeckte die vier dortigen Fenster. An der nördlichen Chorseite war die Eingangstür zur Orgel mit einer hohen Steintreppe. Die Kanzel, einer Holzkiste ähnlich, stand auf massiv steinernem Unterbau von der Sakristei kommend links der Kanzeltüre. Ein Teil der Stühle stand schief, so dass es schwierig war, aufrecht zu sitzen. Der Boden war uneben und die nördliche Außenwand mit Schimmel bedeckt. Die Zugänge zu den Emporen gingen über Außentreppen. Die Orgel "wimmerte oft während des Gebets und schwieg während des Gesangs".

## Zweiter Umbau 1893
Zwischen Juli und Dezember 1893 wurde die gesamte Kirche gründlich renoviert. Das Gebäude wurde auf der Straßenseite freigelegt, die Außentreppen wurden beseitigt, die Vorkirchentreppe ins Innere verlegt, im Schiff auf beiden Seiten je zwei große Spitzbogenfenster angebracht, das fünfte Chorfenster und die zum Teil verschwundenen Strebepfeiler am Chor wiederhergestellt und das Dach mit Falzziegeln neu eingedeckt. Im Inneren entfernte man die Vorkirche im Chor und errichtete an Stelle der alten westlichen Vorkirche eine neue mit zwei Längsemporen, die auch die Orgel aufnahm. Die Decke des Schiffes wurde der des Chors entsprechend erhöht und dem Schiff durch vier Oberlichter mehr Licht zugeführt. Hierbei entstand auch die heutige, schön gemusterte Holzdecke. Der Chor wurde vom Schiff durch einen Bogen abgegrenzt, die neue Kanzel dicht an diesem Chorbogen aufgestellt, weil man so von allen Plätzen im Schiff aus besser auf die Kanzel sehen konnte, der Altar in den Chorraum zurückgerückt, das ganze Gestühl erneuert und eine neue Orgel aufgestellt. Der Turm blieb im alten Zustand.
Als Baumeister für diese gründliche Renovierung konnte der Architekt und Baurat Heinrich Dolmetsch gewonnen werden. Er führte insbesondere viele Kirchenbauten in Süddeutschland aus und leitete 1906 bis 1908 den Neubau der Markuskirche in Stuttgart-Süd.

## Umbaumaßnahmen im 20. Jahrhundert
Die zweimanualige Orgel, deren älteste Teile aus dem 19. Jahrhundert stammen, wurde 1960 von der Orgelbaufirma Weigle in St. Johann-Upfingen auf der Schwäbischen Alb auf 15 Register erweitert.
Im Jahr 2002 wurden die äußeren Sandsteine gereinigt und behandelt und im August 2004 wurde der innere Anstrich der Kirche erneuert.